# Quid pro quo (альбом)
Quid pro quo (с лат. — «Услуга за услугу») — девятый студийный альбом немецкой фолк-метал группы In Extremo.

## История создания
Работа над новым альбомом началась ещё весной 2015 года, во время подготовки к юбилейному фестивалю 20 Wahre Jahre. Однако в тот год основная часть сил группы была брошена на подготовку и проведение пресловутого фестиваля, что мешало уделить должное время написанию новых песен. Лишь после успешного окончания 20 Wahre Jahre и небольшого перерыва музыкантам удалось вернуться в студию и основательно засесть за альбом. По словам самих In Extremo, огромный толчок к написанию и массу вдохновения им подарили фанаты на праздновании их юбилея.
Большое количество песен было написано прямо в репетиционной студии в Берлине. Отправляться на студию звукозаписи Principal планировалось ближе к концу зимы, но в декабре у музыкантов произошла беда, которая сильно ударила по срокам. В начале двадцатых чисел декабря In Extremo сменили репетиционную студию. Начался переезд на новое место, и буквально в канун Рождества, ночью, произошёл пожар. Взорвалась находившаяся по соседству автомастерская, огонь перекинулся на новую репетиционную студию группы. Всего за несколько часов до этого в ней работал гитарист Себастьян. К счастью, во время пожара удалось спасти все самое ценное — инструменты и компьютер, на который были записаны предварительные версии песен. Впрочем, некоторое оборудование все же было повреждено.
По этой причине, музыкантам пришлось круто изменить свои планы, и уже буквально после празднования Рождества, в самом начале января отправляться в Principal Studio к своим продюсерам Винсенту Зоргу и Йоргу Умбрейту, чтобы доделывать альбом уже там, и там же записывать. Несмотря на сжатые сроки, работу в темпе и пожар в репетиционной студии, In Extremo удалось вовремя закончить запись альбома и выпустить его к намеченной дате.
17 декабря 2015 года были опубликованы даты тура по Украине, Беларуси и России.
В январе 2016 стали известны даты основных летних фестивалей, а также осеннего тура в поддержку нового альбома, который решено было назвать Quid pro Quo.
В середине марта было объявлено, что новый альбом выйдет 24 июня.
В течение весны вышло несколько трейлеров, представляющих фрагменты песен Störtebeker и Pikse Palve.
К концу апреля альбом был полностью записан, группа и персонал получили первые виниловые оттиски, а также была опубликована обложка альбома.
В начале мая был опубликован трек-лист альбома, состоящий из 11 песен, а в конце месяца — промо-фото с новой фотосессии к альбому.
25 мая вышла «живая» запись из студии с песней Sternhagelvoll, которая и стала первым синглом нового альбома. Кроме того, эту песню стали исполнять на первых весенних и летних фестивалях.
17 июня состоялась премьера клипа Sternhagelvoll. Его основная особенность была в том, что клип был снят при помощь 360-градусной камеры, которая позволяет осуществлять круговой обзор и замечать множество мелких деталей. Сюжет представляет собой дружеский вечер в кабаке, на котором играют In Extremo, порой перемещаясь по залу и общаясь с окружающими. Сама камера помещена вместо головы на манекен, что создаёт впечатление, будто действие происходит от лица зрителя, который может видеть своё собственное тело и руки (если «посмотреть» камерой вниз). Со зрителем в ходе клипа также происходит множество комичных действий. Все действующие лица в клипе являются хорошими друзьями и знакомыми музыкантов, которых те таким образом решили отблагодарить за многие годы дружбы и помощи, и просто сделать им приятный подарок. Сами съёмки проходили в одном из старейших пабов Берлина.
23 июня вышел промо-плеер, демонстрирующий фрагменты всех 11 песен. 24 июня Quid pro Quo официально поступил в продажу.
Quid pro Quo был тепло принят как критиками, так и фанатами. In Extremo резко усилили гитарное звучание, «утяжелили» его во многих песнях, в результате чего альбом получился гораздо более тяжёлым и «роковым», чем все его предшественники. Помимо этого, при записи музыканты использовали некоторые старинные инструменты, которые довольно давно не находили применения — такие, как никельхарпа и трумшайт. Кроме того, группа решила совершить своеобразное «возвращение к корням», и в новом альбоме появилось некоторое количество песен на иностранных и мёртвых языках, которые полностью отсутствовали в предыдущем альбоме Kunstraub. Это было понравилось любителям «классических» In Extremo, потому альбом довольно быстро стал популярен и, как и его предшественники Sängerkrieg и Sterneneisen, занял первое место в чартах, обогнав даже легендарных Böhse Onkelz.
Альбом вышел в нескольких версиях: стандартной, специальной, цифровой и фан-бокс. Стандартная версия вышла в формате jewel-case и включала в себя 11 песен, специальная — в формате digipack, помимо 11 песен было добавлно ещё три бонус-трека. Версия в фан-боксе была упакована в фирменную картонную коробку, содержащую специальную версию альбома, плакат, наклейку, открытки с фотографиями музыкантов, винил с треками Sternhagelvoll и Störtebeker, а также диск с аудиоверсией акустического концерта на корабле, записанного во время празднования фестиваля 20 Wahre Jahre. Цифровая версия содержит специальное издание альбома + акустический концерт.
Обложка альбома представляет собой фотографию с музыкантами In Extremo, дерущимися в кабаке. Это второй студийный альбом, на обложке которого группа поместила свою фотографию (первым был Verehrt und Angespien. Кровь, выплевываемая Dr. Pymonte от удара Михаэля, является бутафорской: во время фотосессии арфист зажал капсулу в зубах, чтобы выплюнуть кровь во время фотографирования. Фотосессия также содержит другие кадры в схожем «кабацком» стиле.
В этот раз в альбом вошло всего 11 композиций — самое меньшее количество среди всех студийных альбомов In Extremo. Все они, как и обычно, подчинены разной тематике. В частности, особый интерес вызывают песни Quid pro Quo и Lieb Vaterland, magst ruhig sein, поскольку обе касаются политических тем. Известные своей аполитичностью In Extremo решили, что настала пора «заявить о своей позиции», и высказали своё мнение по поводу сложившейся в мире ситуации. Песня Quid pro Quo была написана в студии всеми участниками путём случайного подбора большого количества сочинённых на ходу строк. Она критикует капиталистический строй современного мира, где все подчинено только деньгам и жажде наживы, и не осталось места для дружбы и искренних чувств. Lieb Vaterland, magst ruhig sein была написана Каем Люттером, басистом группы. Это антивоенная песня, в которой лирический герой, полный мечтаний юноша, уходит на войну, мечтая стать настоящим героем и уничтожить врагов. Но в разгар боевых действий он понимает, что все его мечты оказались ложью, и противостоящие ему солдаты — такие же люди, как и он сам, зачастую тоже молодые и посланные на смерть. На этой войне юноша и погибает. Сами In Extremo всегда резко негативно высказывались в адрес войны, критикуя политиков и СМИ, которые разжигают международную неприязнь и посылают молодых людей на войну как пушечное мясо. В песне можно услышать детские голоса — это племянница продюсера группы, Винсента Зорга, и её подружка, которые были спонтанно подключены к записи прямо в студии.
Несмотря на такие острые и серьёзные темы, сами In Extremo продолжают именовать себя «развлекателями» и писать весёлые песни «для всех». К примеру, новый хит группы Störtebeker повествует о легендарном пирате Клаусе Штёртебекере и в каком-то смысле характеризует и саму группу как шайку весёлых и благородных бунтарей. Песня Sternhagelvoll — о дружбе и пьянстве, Flaschenteufel — восточная сказка о бедняке и коварном чёрте из бутылки, Glück auf Erden — о любви, Moonshiner — о самогонщике, кроме того, это единственная балладная песня в альбоме. Pikse Palve и Dacw 'Nghariad — перепевки традиционных народных песен.
Ещё одной характерной чертой альбома стало выражение любви к России и русским фанатам посредством двух песен. Первая из них — Roter Stern — написана на немецком языке, она повествует о русских (или, скорее, советских) людях, живущих в суровой стране, но при этом добросердечных и открытых. Песня «Чёрный ворон» (Schwarzer Räbe) — традиционная казачья песня, спетая группой на русском языке. В выборе композиции для записи в новом альбоме группе помогал её русский фан-клуб, с которым In Extremo активно взаимодействуют. Кроме того, в специальной версии альбома было представлено три бонус-трека — Wenn das Licht angeht, акустическая версия песни Quid pro Quo, а также Palästinalied II, в которой использован традиционный текст, продолжение того текста, который использовался на оригинальной Palästinalied, вошедшей в альбом Weckt die Toten!.
Ещё одной отличительной чертой стала работа с приглашёнными музыкантами, которые также отсутствовали в предыдущем альбоме Kunstraub. В этот раз с группой записывались Ханси Кюрш, вокалист известной немецкой метал-группы Blind Guardian (песня Roter Stern), Маркус Бишофф и Александер Дитц, вокалист и гитарист немецкой мелодик-дэт-метал-группы Heaven Shall Burn (песня Flaschenteufel, в определённый момент можно услышать характерные гитары и экстрим-вокал, что делает песню уникальной в творчестве In Extremo), а также русский казацкий хор Казачий круг, который прислал группе запись своих голосов прямиком из московской студии (песни «Чёрный ворон» и Roter Stern).
В июне стартовал летний «клубный тур» в поддержку альбома, во время которого, помимо Sternhagelvoll, исполнялись также песни Störtebeker, Quid pro Quo и Moonshiner. На одном из концертов этого тура прошла презентация клипа Störtebeker. В сентябре официально начался Quid pro Quo-тур, который музыканты открыли в Украине (Киев), после чего посетили Беларусь (Минск) и Россию (Ставрополь, Краснодар, Нижний Новгород, Москва и Санкт-Петербург). С Минска в сет-лист добавили песню «Чёрный ворон», а в Москве группа исполнила её на одной сцене с хором «Казачий круг», который принимал участие в студийной записи. После возвращения группы на родину начался тур по немецким городам, в ходе которого в сет-лист также добавились песни Roter Stern, Pikse Palve и Lieb Vaterland, magst ruhig sein. Песни Dacw 'Nghariad, Glück auf Erden и Flaschenteufel, как и все три бонус-трека, ни разу не исполнялись. В конце октября на песню Lieb Vaterland также вышел клип.

## Композиции
| №   | Название                                      | Длительность |
| --- | --------------------------------------------- | ------------ |
| 1.  | «Störtebeker»                                 | 3:35         |
| 2.  | «Roter Stern»                                 | 3:32         |
| 3.  | «Quid pro Quo»                                | 3:03         |
| 4.  | «Pikse Palve»                                 | 3:41         |
| 5.  | «Lieb Vaterland, magst ruhig sein»            | 5:15         |
| 6.  | «Flaschenteufel»                              | 4:21         |
| 7.  | «Dacw 'Nghariad»                              | 4:18         |
| 8.  | «Moonshiner»                                  | 4:11         |
| 9.  | «Glück auf Erden»                             | 2:54         |
| 10. | «Чёрный ворон»                                | 3:44         |
| 11. | «Sternhagelvoll»                              | 4:03         |
| 12. | «Wenn das Licht angeht (бонус-трек)»          | 3:26         |
| 13. | «Palästinalied II (бонус-трек)»               | 3:48         |
| 14. | «Quid pro Quo (Akustik Version) (бонус-трек)» | 3:27         |

- Pikse Palve — староэстонское заклинание, молитва грому о хорошем урожае. Датирована приблизительно VIII веком.
- Dacw 'Nghariad — уэльская народная песня о девушке, которая влюбилась в арфу. Язык — валлийский. Точная дата неизвестна, современный вариант записан в 1908 году.
- Чёрный ворон — народная песнь о противостоянии раненого воина и смерти в облике ворона-трупоеда.
- Palästinalied II — палестинская песнь об Иисусе Христе, записанная Вальтером фон дер Фогельвейде приблизительно в XIV веке. Язык — древневерхненемецкий. Являет собой 4-6 строфы оригинальной песни (в песне Palästinalied из альбома Weckt die Toten! 1998 года были представлены строфы 1-3).

| №  | Название              | Длительность |
| -- | --------------------- | ------------ |
| 1. | «Siehst du das Licht» | 4:10         |
| 2. | «Lebensbeichte»       | 4:36         |
| 3. | «Nur ihr allein»      | 4:59         |
| 4. | «In diesem Licht»     | 4:39         |
| 5. | «Frei zu sein»        | 3:49         |
| 6. | «Küss mich»           | 4:38         |
| 7. | «Gaukler»             | 4:07         |
| 8. | «Feuertaufe»          | 4:27         |

## Дополнительные факты
- Во время исполнения песни Küss mich на акустическом концерте можно услышать, как Михаэль говорит по-русски «Ещё раз!»

## Состав записи
- Михаэль Райн — вокал
- Dr. Pymonte — арфа, шалмей
- Yellow Pfeiffer — волынка, шалмей, никельхарпа
- Flex der Biegsame — волынка, шалмей, колёсная лира
- Van Lange — гитара, акустическая гитара
- Die Lutter — бас-гитара, трумшайт
- Specki T.D. — ударные, перкуссия